# The Wrong Way to Use Healing Magic
The Wrong Way to Use Healing Magic (治癒魔法の間違った使い方 ～戦場を駆ける回復要員～?, Chiyu mahō no machigatta tsukai-kata: Senjō o kakeru kaifuku yōin, lett. "Come usare nel modo sbagliato la magia curativa: un membro principale della squadra di soccorso attraversa il campo di battaglia") è una serie di light novel scritta da Kurokata e illustrata da KeG. La serializzazione online è iniziata a marzo 2014 sul sito web di pubblicazione di romanzi generati dagli utenti Shōsetsuka ni narō. In seguito è stata acquisita da Media Factory, che ha pubblicato dodici volumi dal 25 marzo 2016 al 25 marzo 2020 sotto l'etichetta MF Books. Un adattamento manga, disegnato da Reki Kugayama, viene serializzato sulla rivista Comp Ace di Kadokawa Shoten dal 26 aprile 2017. Il 25 dicembre 2023 viene pubblicato un sequel della light novel, The Wrong Way to Use Healing Magic Returns (治癒魔法の間違った使い方 Returns?, Chiyu mahō no machigatta tsukai-kata Returns, lett. "Come usare nel modo sbagliato la magia curativa: Returns"). Un adattamento anime, prodotto da Studio Add e Shin-Ei Animation, è stato trasmesso dal 5 gennaio al 29 marzo 2024. È stata annunciata una seconda stagione.

## Trama
In una sera piovosa, Ken Usato, un normale studente delle superiori, e i suoi compagni di classe, Suzune Inukami e Kazuki Ryusen, mentre stanno tornando a casa da scuola vengono trasportati da cerchio magico in un altro mondo, nel Regno di Llinger. Il re Lloyd li informa che sono stati evocati come eroi per difendere il regno dal Signore dei Demoni e dal suo esercito, il quale fu respinto due anni fa e che si sta preparando per un'altra invasione, e che al momento non c'è modo di riportarli nel loro mondo. Si scopre anche che solo Suzune e Kazuki sono stati evocati in quanto eroi, con Usato che si trovava accidentalmente sopra il cerchio di evocazione. Quando i ragazzi scoprono le loro affinità magiche per determinare quali poteri possiedono, Usato scopre di essere in grado di usare la magia curativa, una qualità rara ma considerata debole e quasi inutile rispetto ad altre forme di magia. Tuttavia, Rose, la capitana della Squadra di Soccorso del regno, dopo averlo scoperto lo recluta e inizia ad addestrarlo come guaritore in prima linea. Con l'avvicinarsi della battaglia, Usato è determinato a salvare quante più persone possibile e a dimostrare che la magia curativa non è da sottovalutare.

## Personaggi
Ken Usato (兎里 健?, Usato Ken) / Usato (ウサト?)
Doppiato da: Shogo Sakata
Un ordinario studente delle superiori che dimostra di avere un'affinità con la magia curativa, una delle affinità più rare, venendo per questo reclutato da Rose nella Squadra di Soccorso. Sebbene inizialmente timido, col tempo diventa più altruista e più forte sia fisicamente che mentalmente, diventando un degno membro della Squadra di Soccorso determinato a salvare gli altri. Sulla Terra, come gli altri ragazzi a scuola, aveva una cotta per Suzune ma ora la considera un'amica intima; come lei, vede la vita nel nuovo mondo come un'opportunità per viverla in modo appagante e piena di significato. Inizialmente ha paura di Rose, ma col tempo arriva a rispettarla e ammirarla. Durante i suoi viaggi nella missione ambasciatoriale di re Lloyd, sviluppa nuovi modi di usare "nel modo sbagliato" la magia curativa e stringe nuove amicizie e alleanze tra umani, semiumani e non umani.
Suzune Inukami (犬上 鈴音?, Inukami Suzune) / Suzune (スズネ?)
Doppiata da: Ayaka Nanase
Una studentessa delle superiori e presidente del consiglio studentesco della sua scuola che dimostra di avere un'affinità con la magia del fulmine. Dal carattere distaccato, probabilmente a causa di essere nata in una famiglia benestante che, però, le ha fatto condurre una vita limitata, una volta giunta nel nuovo mondo ammette di preferirlo alla Terra e di non voler tornare, vedendolo come un'opportunità per essere veramente libera e sé stessa. Tuttavia, dopo essere entrata in battaglia con l'esercito del Signore dei Demoni, comprende la realtà della guerra e la possibilità di essere uccisa. Con il progredire della storia, sembra sviluppare dei sentimenti per Usato e alla fine lo dichiara pubblicamente nel tentativo di rifiutare la proposta di matrimonio di un principe.
Kazuki Ryusen (龍泉 一樹?, Ryūsen Kazuki) / Kazuki (カズキ?)
Doppiato da: Kengo Takanashi
Uno studente delle superiori e vicepresidente del consiglio studentesco della sua scuola che dimostra di avere un'affinità con la magia della luce. Sebbene a scuola sembrasse seguire sempre Suzune, è sensibile, intelligente, premuroso e leale con i suoi amici così come fiducioso, portando Usato a considerarlo "puro e innocente" e a sperare che non cambierà mai. Sembra anche un po' ottuso riguardo alle relazioni personali, poiché apparentemente ignaro dei sentimenti della principessa Celia nei suoi confronti.
Blurin (ブルリン?, Bururin)
Doppiato da: Akeno Watanabe
Un cucciolo di Blue Grizzly che Usato adotta dopo che i suoi genitori vengono uccisi dal serpente gigante di Hyriluk, con Rose che gli permette di rimanere nella residenza della Squadra di Soccorso rendendolo ufficialmente una loro "proprietà". Blurin è affettuoso con Usato e inizialmente permette solo a lui di coccolarlo (chiunque altro si becca una zampata sulla mano), ma in seguito si apre anche ad Aruku e, durante la loro permanenza a Luqvist, ad Amako che lo aiuta a prendersi cura di lui, permettendole di cavalcarlo in caso di emergenza. Accompagna Usato quando lui e gli eroi partono per la missione ambasciatoriale di re Lloyd e, con la sua intelligenza, velocità e forza, si dimostra un potente alleato in battaglia nonostante sia un cucciolo.
Amako (アマコ?)
Doppiata da: Saya Aizawa
Una ragazza bestia tipo volpe di quattordici anni che è anche un Oracolo del Tempo, una persona che possiede il potere della precognizione, e crede che Usato abbia il potere di cambiare possibili futuri fatali. È apparsa nella città-castello due anni fa, dopo aver lasciato le terre degli uomini bestia in cerca di un guaritore che salvasse sua madre poiché solo gli umani possono usare la magia curativa, lavorando come assistente di un'anziana donna che vende frutta. Come ricompensa per il suo aiuto profetico che ha salvato la vita a Suzune e Kazuki durante la battaglia contro l'esercito del Signore dei Demoni, re Lloyd accetta che Usato la accompagni di nuovo nelle terre degli uomini bestia durante la sua missione ambasciatoriale. Lei e Usato sviluppano uno stretto cameratismo e una fiducia reciproca (sembra anche aver imparato da lui il trucco di usare uno sguardo agghiacciante per placare gli altri, il quale lo ha inconsapevolmente imparato da Rose). È amica dei gemelli Kyo e Kiriha che vivono a Luqvist.

### Squadra di Soccorso
Rose (ローズ?, Rōzu)
Doppiata da: Atsuko Tanaka (episodi 1-13)
La capitana della Squadra di Soccorso del Regno di Llinger, dotata di un'affinità per la magia curativa e potente sia magicamente che fisicamente: è lei, infatti, ad aver appreso delle capacità di rafforzamento del corpo dopo che, una volta spinto al limite, viene trattato con la magia curativa. Ex comandante di battaglione dell'esercito reale di Llinger, si dimise sia dal comando che dal cavalierato dopo che i suoi subordinati furono uccisi in una battaglia contro i demoni cacciatori di mostri, incolpando sé stessa e la sua arroganza per la loro morte; una ferita inferta da una spada maledetta in quella battaglia le lasciò una cicatrice sull'occhio destro, che si rifiuta di curare come monito e copre con i capelli. Dopo aver scoperto che anche Usato possiede la magia curativa lo recluta e addestra personalmente, e nonostante il suo stile di allenamento e il suo regime siano duri nutre grandi speranze in Usato, credendo che sia il "subordinato che non morirà mai" che ha sempre cercato, ed è determinata a farne il suo braccio destro e "il guaritore ideale". Occasionalmente è accompagnata da un Noir Rabbit chiamato Kukuru.
Tong (トング?, Tongu), Mill (ミル?, Miru), Alec (アレク?, Areku), Gomul (ゴムル?, Gomuru) e Gurd (グルド?, Gurudo)
Doppiati da: Kentarō Itō (Tong), Chado Horii (Mill), Tōru Nara (Alec), Sōshirō Hori (Gomul) e Hayato Fujii (Gurd)
I membri della Squadra di Soccorso adibiti al recupero dei feriti sul campo di battaglia, con il costante allenamento giornaliero di Rose che li ha resi così veloci da risultare quasi invisibili. Hanno tutti un aspetto da duri e non particolarmente attraenti (tanto che Felm li paragona a ogre o goblin).
Orga Fleur (オルガ・フルール?, Oruga Furūru)
Doppiato da: Genta Nakamura
Membro della Squadra di Soccorso adibito al supporto nelle retrovie. Non essendo riuscito a tenere il passo con l'addestramento di Rose, ha aperto una clinica che gestisce insieme alla sorella Ururu. Pur essendo in grado di curare gli altri, ammette di non essere abbastanza forte per curare sé stesso; tuttavia, Usato si rende conto che la magia curativa di Orga è più forte della sua.
Ururu Fleur (うるるフルール?, Ururu Furūru)
Doppiata da: Yoshino Aoyama
Membro della Squadra di Soccorso adibita al supporto nelle retrovie e sorella minore di Orga che, allo stesso modo, non è riuscita a tenere il passo con l'addestramento di Rose, aiutando il fratello a gestire la sua clinica. È molto protettiva nei confronti di Orga nonostante sia più giovane.
Felm (フェルム?, Ferumu) / Cavaliere Nero (黒騎士?, Kurokishi)
Doppiata da: Aoi Yūki
Un membro dell'esercito del Signore dei Demoni, originariamente parte della seconda armata e in seguito posta sotto il comando di Amila. Veniva conosciuta come il Cavaliere Nero, per via della sua armatura magica polimorfa in grado di riflettere il danno che avrebbe dovuto subire. Dopo che Usato la sconfigge e la cattura - in quanto la magia curativa e quella oscura si annullano a vicenda - Felm decide di rivelare diverse informazioni sui suoi alleati: il motivo è perché, in realtà, ha un carattere molto solitario, rimanendo molto colpita dalla gentilezza di Usato, finendo per ammirarlo segretamente e rivelandogli il suo vero nome. Tuttavia, affinché il regno non sprechi risorse adibite alla sua sorveglianza, Rose, su richiesta di re Lloyd, usa un talismano per sigillare la sua magia e la recluta forzatamente nella Squadra di Soccorso.

### Regno di Llingler
Lloyd Vulgast Llinger (ロイド・ヴルガスト・リンガー?, Roido Vurugasuto Ringā)
Doppiato da: Hiroshi Yanaka
Il monarca del Regno di Llinger, un sovrano saggio e gentile che non ha mai paura di prendere decisioni difficili quando si tratta di proteggere il regno e il suo popolo (anche se lui stesso ne prova un profondo rammarico), come evocare Suzune e Kazuki (e per estensione Usato) pur sapendo che al momento non c'è modo di rimandarli a casa. Inoltre, non manca mai di rendere onore e rispetto a chi lo merita, soprattutto ad Amako, la cui precognizione ha permesso a Usato di salvare gli eroi e di contribuire alla vittoria nella battaglia contro l'esercito del Signore dei Demoni.
Celia Vulgast Llinger (セリア・ヴルガスト・リンガー?, Seria Vurugasuto Ringā)
Doppiata da: Reina Ueda
La figlia di re Lloyd e principessa del Regno di Llinger. Sviluppa profondi sentimenti per Kazuki.
Siglis (シグリス?, Shigurisu)
Doppiato da: Masaki Terasoma
Il comandante delle forze armate del Regno di Llinger e istruttore di arti marziali di Suzune e Kazuki. Coraggioso e cavalleresco, è riconosciuto come il guerriero più potente di Llinger e, insieme a Rose, uno dei consiglieri più stretti del re Lloyd. Pur riconoscendo silenziosamente il successo dei metodi di addestramento di Rose è, tuttavia, esasperato da quella che considera la loro brutalità.
Welcie (ウェルシー?, Uerushī)
Doppiata da: Maria Naganawa
La capo maga del Regno di Llinger e istruttrice di magia di Suzune e Kazuki. In passato studiò la magia a Luqvist sotto la guida della preside Gladys, dove accompagnerà Usato, Suzune e Kazuki nella prima tappa nella loro missione ambasciatoriale.
Aruku (アルク?, Aruku)
Doppiato da: Shōhei Komatsu
Un cavaliere del Regno di Llinger. Di solito è una guardia al cancello del castello, ma funge anche da protettore delle retrovie della Squadra di Soccorso durante la battaglia. Si definisce "goffo" e più adatto al ruolo di guardia, ma i suoi compagni asseriscono che è abile sia nella magia del fuoco (che ha imparato a Luqvist) che nella scherma, cosa che potrebbe renderlo un cavaliere reale. Usato lo sceglie personalmente per unirsi a lui, Suzune e Kazuki nella missione ambasciatoriale di re Lloyd, e accompagna Usato e Amako quando le loro strade si dividono dagli altri dopo Luqvist.

### Regno dei Demoni
Nero Arjence (ネロ・アルジェンス?, Nero Arujensu)
Doppiato da: Yohei Azakami
Membro dell'esercito del Signore dei Demoni e comandante della prima armata. Due anni prima della prima invasione, guidò un gruppo nel territorio di Llinger in una missione per contribuire, in modo non specificato, alla rinascita del Signore dei Demoni. Incontrato da Rose e dalla sua unità, affrontò personalmente l'allora comandante in combattimento, dove usò la magia oscura per costringere i suoi uomini a sacrificare la propria vita e allo stesso tempo annientare l'unità di Rose, oltre a usare una spada maledetta per ferirle l'occhio destro e quasi ucciderla; tuttavia, il sacrificio di Aul, il secondo in comando di Rose, per salvarla la fece infuriare al punto che quasi uccise Nero con la sua stessa arma, venendo fermata solo dal tentativo di Amila di salvare il suo Maestro. Sebbene gravemente ferito, si presume dalle parole di Amila che sia sopravvissuto.
Amila Vergrett (アミラ・ヴェルグレット?, Āmira Veruguretto)
Doppiata da: Hitomi Ueda
Comandante della terza armata dell'esercito del Signore dei Demoni. Lei e Rose sono nemiche mortali da quando quest'ultima ha quasi ucciso il suo Maestro Nero Arjence due anni fa, un atto per il quale ha giurato vendetta.
Hyriluk (ヒュルルク?, Hyururuku)
Doppiato da: Wataru Hatano
Un ricercatore dell'esercito del Signore dei Demoni che creò due serpenti giganti. Uno fu ucciso nella foresta L'Oscurità di Llinger da Usato e Rose e l'altro in battaglia da Suzune e Kazuki.
Signore dei Demoni (魔王?, Maō)
Doppiato da: Shin-ichiro Miki
Il sovrano dei demoni, vissuto per diversi secoli e che fu sconfitto e sigillato centinaia di anni fa dal primo Eroe evocato. È molto intelligente (solo con pochi dei suoi servitori personali può avere una conversazione decente) e calmo al punto da non sembrare irritato per i fallimenti dei suoi subordinati.

## Media

### Light novel
L'opera, scritta da Kurokata, ha iniziato la serializzazione online nel marzo 2014 sul sito web Shōsetsuka ni narō. Successivamente è stata acquisita da Media Factory, che ha pubblicato dodici volumi illustrati da KeG tra il 25 marzo 2016 e il 25 marzo 2020 sotto l'etichetta MF Books.
| Nº | Data di prima pubblicazione | Data di prima pubblicazione | Data di prima pubblicazione |
| Nº | Giapponese                  | Giapponese                  |                             |
| -- | --------------------------- | --------------------------- | --------------------------- |
| 1  | 25 marzo 2016               | ISBN 978-4-04-068185-6      |                             |
| 2  | 24 giugno 2016              | ISBN 978-4-04-068427-7      |                             |
| 3  | 23 settembre 2016           | ISBN 978-4-04-068636-3      |                             |
| 4  | 25 gennaio 2017             | ISBN 978-4-04-069054-4      |                             |
| 5  | 25 aprile 2017              | ISBN 978-4-04-069191-6      |                             |
| 6  | 25 settembre 2017           | ISBN 978-4-04-069498-6      |                             |
| 7  | 24 febbraio 2018            | ISBN 978-4-04-069727-7      |                             |
| 8  | 25 luglio 2018              | ISBN 978-4-04-065023-4      |                             |
| 9  | 24 novembre 2018            | ISBN 978-4-04-065306-8      |                             |
| 10 | 25 aprile 2019              | ISBN 978-4-04-065682-3      |                             |
| 11 | 25 ottobre 2019             | ISBN 978-4-04-064060-0      |                             |
| 12 | 25 marzo 2020               | ISBN 978-4-04-064538-4      |                             |

Una serie sequel dello stesso autore e illustratore, intitolata The Wrong Way to Use Healing Magic Returns, ha iniziato la pubblicazione il 25 dicembre 2023. Al 25 marzo 2024 sono stati pubblicati due volumi.
| Nº | Data di prima pubblicazione | Data di prima pubblicazione | Data di prima pubblicazione |
| Nº | Giapponese                  | Giapponese                  |                             |
| -- | --------------------------- | --------------------------- | --------------------------- |
| 1  | 25 dicembre 2023            | ISBN 978-4-04-683145-3      |                             |
| 2  | 25 marzo 2024               | ISBN 978-4-04-683481-2      |                             |

### Manga
Un adattamento manga di Reki Kugayama viene serializzato sulla rivista Comp Ace di Kadokawa Shoten il 26 aprile 2017. I capitoli vengono raccolti in volumi tankōbon a partire dal 26 settembre 2017. Al 25 marzo 2025 sono stati pubblicati 16 volumi.
| Nº | Data di prima pubblicazione | Data di prima pubblicazione | Data di prima pubblicazione |
| Nº | Giapponese                  | Giapponese                  |                             |
| -- | --------------------------- | --------------------------- | --------------------------- |
| 1  | 26 settembre 2017           | ISBN 978-4-04-106129-9      |                             |
| 2  | 26 febbraio 2018            | ISBN 978-4-04-106728-4      |                             |
| 3  | 22 settembre 2018           | ISBN 978-4-04-107356-8      |                             |
| 4  | 4 marzo 2019                | ISBN 978-4-04-107897-6      |                             |
| 5  | 26 agosto 2019              | ISBN 978-4-04-108579-0      |                             |
| 6  | 24 marzo 2020               | ISBN 978-4-04-108580-6      |                             |
| 7  | 26 ottobre 2020             | ISBN 978-4-04-110503-0      |                             |
| 8  | 24 aprile 2021              | ISBN 978-4-04-110504-7      |                             |
| 9  | 26 novembre 2021            | ISBN 978-4-04-111801-6      |                             |
| 10 | 26 marzo 2022               | ISBN 978-4-04-111802-3      |                             |
| 11 | 25 ottobre 2022             | ISBN 978-4-04-113043-8      |                             |
| 12 | 25 marzo 2023               | ISBN 978-4-04-113044-5      |                             |
| 13 | 26 ottobre 2023             | ISBN 978-4-04-114234-9      |                             |
| 14 | 26 marzo 2024               | ISBN 978-4-04-114235-6      |                             |
| 15 | 25 ottobre 2024             | ISBN 978-4-04-115519-6      |                             |
| 16 | 25 marzo 2025               | ISBN 978-4-04-115858-6      |                             |

### Anime
Un adattamento anime è stato annunciato durante l'evento livestream per l'ottavo anniversario di MF Books il 15 agosto 2021. La serie è stata realizzata da Studio Add e Shin-Ei Animation con la regia di Takahide Ogata, la composizione della serie di Shogo Yasukawa, il character design Keiji Tanabe e la musica composta dagli Elements Garden. La serie animata è stata trasmessa in Giappone dal 5 gennaio al 29 marzo 2024 su Tokyo MX e BS11. Crunchyroll ha trasmesso la serie in streaming, mentre Muse Communication l'ha concessa in licenza nel Sud e Sud-Est asiatico. La sigla di apertura Cure è cantata da Waterweed mentre quella di chiusura Green Jade da ChouCho.
Una seconda stagione è stata annunciata all'Otakon il 3 agosto 2024.

#### Episodi
| Nº | Titolo italiano Giapponese 「Kanji」 - Rōmaji | In onda          | In onda |
| Nº | Titolo italiano Giapponese 「Kanji」 - Rōmaji | Giapponese       |         |
| 1  | In un altro mondo per sbaglio! 「巻き込まれて異世界！」 - Makikomarete isekai! | 5 gennaio 2024   |         |
| 1  | Ken Usato, insieme ai suoi nuovi amici del consiglio studentesco, Suzune Inukami e Kazuki Ryuusen, viene trasportato in un altro mondo tramite un cerchio di evocazione. Mentre Usato e Kazuki rimangono sorpresi e spaesati, Suzune è invece entusiasta. Il Regno di Llinger li ha convocati con una magia proibita per farli diventare i suoi eroi: un potente Signore dei Demoni sta attaccando il regno da anni, e i tre liceali sono la loro ultima speranza. Con l'aumentare della forza del Signore dei Demoni e il declino di quelle del regno, i ragazzi, impossibilitati a tornare nel loro mondo, accettano a malincuore questa missione. Sebbene sembri che Usato sia stato evocato per caso, in realtà possiede un raro potere magico di guarigione. Gli ufficiali di Llinger sono terrorizzati dalla sua abilità, e presto si scopre il motivo: Rose, una guaritrice altrettanto straordinaria ma eccentrica e addestratrice severa, vorrà averlo nella sua squadra. Rose "rapisce" Usato per addestrarlo come guaritore e lo introduce alla sua altrettanto singolare squadra. |                  |         |
| 2  | Inizia l'addestramento infernale! 「地獄の始まり！」 - Jigoku no hajimari! | 12 gennaio 2024  |         |
| 2  | Il giorno dopo la convocazione, Usato riceve la visita di Suzune e inizia il suo “allenamento infernale”, che è principalmente fisico e non magico. All'inizio l'allenamento sembra più semplice di quanto immaginasse, ma col passare dei giorni diventa sempre più impegnativo. Rose si conferma l'insegnante dura e severa che Usato si aspettava, e la sua magia comincia a manifestarsi dopo pochi giorni. Dopo quasi due settimane, Rose gli spiega finalmente il motivo dietro l'allenamento fisico: Usato deve potenziare il corpo per poter superare i nemici e curare rapidamente gli alleati feriti sul campo di battaglia. Le difficoltà aumentano via via, rendendo il percorso ancor più arduo. Suzune, Kazuki e la principessa Celia vengono a fargli visita e notano i progressi evidenti di Usato. Rose rivela che lui è stato scelto per diventare il suo braccio destro. Rendendosi conto di quanto sia brutale l'allenamento di Usato rispetto al loro, Suzune e Kazuki sorvolano sul loro addestramento e se ne vanno soddisfatti dopo aver visto che il loro amico è a suo agio nel nuovo ambiente. Successivamente, Rose conduce Usato fuori città, nella foresta conosciuta come "L'Oscurità di Llinger", ammonendolo di non tornare finché non avrà sconfitto un “grand grizzly”, una forma rara ed evoluta del blue grizzly. Poi, senza troppi riguardi, lo spinge giù da una rupe nella foresta, dando così inizio a una prova estrema. |                  |         |
| 3  | Brutale! L'Oscurità di Llinger! 「過酷！ リングルの闇！」 - Kakoku! Ringuru no Yami! | 19 gennaio 2024  |         |
| 3  | Dopo un atterraggio di fortuna, Usato si imbatte subito in un branco formato da un grand grizzly e due blue grizzly — probabilmente il padre, la madre e un cucciolo — che iniziano a inseguirlo. Per sfuggirgli, si rifugia in un fiume, mentre il giorno seguente comincia la vera caccia. Usato usa la sua magia per curare un coniglio mostro ferito, che inaspettatamente inizia a seguirlo. Sembra che riesca a comprenderne la sua lingua, poiché il coniglio lo guida fino alla tana del grand grizzly, dove vivono gli orsi che lo avevano inseguito. Usato si prepara ad attaccare, ma nel frattempo si imbatte in un enorme serpente bianco. Quando finalmente trova la determinazione per sferrare l'attacco decisivo al grizzly, scopre che i due adulti sono già stati uccisi, probabilmente dal serpente. Nonostante ciò, non può ignorare il fatto che il serpente abbia agito per crudeltà e perché simpatizzava con il cucciolo rimasto orfano; decide così di vendicare la famiglia. Poco dopo, il coniglio lo conduce dal serpente, dove Usato trova il cucciolo che tenta di difendersi. Ferito e avvelenato dal veleno del serpente, Usato riesce quasi a sconfiggerlo, ma viene infine salvato da Rose, che lo elimina schiacciandogli il cranio. In seguito scopre che il coniglio è il suo animale domestico e che ha vegliato su di lui durante tutta la prova. Usato supera così la sfida, e il cucciolo d'orso diventa il suo nuovo compagno. |                  |         |
| 4  | Usato della Squadra di Soccorso! 「救命団員ウサト！」 - Kyūmeidan-in Usato! | 26 gennaio 2024  |         |
| 4  | Il momento della battaglia contro l'esercito del Signore dei Demoni si avvicina e Rose informa Usato che sarà in prima linea insieme a lei per curare i feriti. Il cucciolo di blue grizzly, che Usato ha chiamato Blurin, partecipa al suo allenamento: durante la corsa, Usato lo porta sulla schiena per simulare i soldati feriti da soccorrere. Mentre corre per la città con Blurin, Usato inizia anche a conoscere la reputazione — un po' infama — della Squadra di Soccorso e incontra Orga Fleur, un altro guaritore, che gli fa capire l'importanza del loro ruolo in prima linea. Usato si reca quindi al castello per far visita a Suzune, ma scopre che Kazuki è impegnato in un'escursione di addestramento nell'Oscurità di Llinger. Dopo una piacevole chiacchierata con Suzune — comprensiva di un maldestro tentativo di accarezzare Blurin — Usato ritrova la sua determinazione e condivide un momento di complicità con Rose, preparandosi così agli eventi futuri. |                  |         |
| 5  | Usato, di nuovo nella foresta! 「ウサト、再び森へ！」 - Usato, futatabi mori e! | 2 febbraio 2024  |         |
| 5  | Su richiesta di re Lloyd, Usato si unisce a Suzune, al cavaliere Aruku e a una maga in una missione di addestramento nella foresta, portando con sé Blurin, che non sopporta gli altri membri della Squadra di Soccorso. Durante il tragitto, il gruppo viene attaccato dai banditi, ma la battaglia viene interrotta da mostri cinghiali in fuga. Nel corso del conflitto, Usato e Suzune vengono separati dagli altri e trascinati nel fiume, superando una cascata, fino a ritrovarsi in una zona dove Usato era già precipitato in precedenza. I due si accampano in una grotta per la notte. Nel frattempo, Kazuki, venuto a sapere della loro scomparsa, tenta di cercarli, ma viene fermato da Rose, capo della Squadra di Soccorso, che è fiduciosa nelle capacità di Suzune e Usato. La sera i due discutono se tornare o meno in Giappone. Il giorno seguente, grazie all'orientamento di Blurin, che ha seguito l'odore di Usato, il gruppo si ricongiunge. |                  |         |
| 6  | Pericolo imminente! 「迫り来る危機……！」 - Semarikuru kiki……! | 9 febbraio 2024  |         |
| 6  | Dopo che il re si è scusato per aver permesso a Usato e Suzune di perdersi, Kazuki rimprovera Usato per l'atteggiamento troppo blando nei confronti della loro scomparsa, ma viene poi rassicurato da Celia. Nella sala del trono, Rose e Siglis vengono informati che i banditi che hanno attaccato il gruppo nella foresta provenivano dalle praterie, dove le creature, come i cinghiali, stanno fuggendo dai loro habitat naturali, segno di un imminente ritorno dell'esercito demoniaco. Rose riceve l'ordine di effettuare una ricognizione per individuare la posizione esatta dei nemici. Le viene inoltre richiesto di riunirsi alle forze armate e guidare l'esercito di Llinger come in passato, incarico che rifiuta, rivelando dettagli sul proprio passato. Rose accenna anche alla sua ricerca di un «sottoposto che non muoia», identificando Usato come tale. Durante la missione, Rose scopre i demoni intenti a costruire un ponte nel territorio umano e distrugge la struttura scagliando contro di essa un albero. Usato, incaricato di consegnare una lettera da parte di Rose a Orga, incontra Ururu, la sorella minore di Orga e anch'essa guaritrice, che gli racconta le esperienze condivise con Rose. Successivamente, Usato si esercita nel curare alcuni civili feriti. Infine, Amako, una ragazza volpe, mostra a Usato una visione del futuro in cui Suzune e Kazuki perdono la vita. |                  |         |
| 7  | Una notte di decisioni! 「決意の夜！」 - Ketsui no yoru! | 16 febbraio 2024 |         |
| 7  | Usato cerca inutilmente di trovare la ragazza volpe per ottenere maggiori informazioni sulla visione del futuro ricevuta. Quando Rose fa ritorno in città dopo il suo giro di perlustrazione, informa Usato dell'arrivo imminente del Signore dei Demoni; lui a sua volta riferisce la notizia al re Lloyd. Suzune e Kazuki vengono informati e incaricati di prepararsi all'invasione. Quella sera, Kazuki fa visita a Usato, confessandogli la sua paura per la guerra imminente, e riceve conforto da lui. Dopo questa conversazione, Kazuki ritrova la propria determinazione, mentre Suzune, che aveva seguito Kazuki per controllarlo, ascolta l'intero colloquio. Il giorno seguente, il re comunica pubblicamente all'esercito e ai cittadini il prossimo attacco nemico. Kazuki visita Celia e le promette di tornare sano e salvo. Nel frattempo, la Squadra di Soccorso si prepara a partire per il fronte; Blurin ribadisce di gradire Usato solo quando rifiuta le attenzioni affettuose di Ururu. Rose spiega a Usato come opereranno insieme sul campo di battaglia, consegnandogli l'uniforme ufficiale della Squadra di Soccorso. Infine, Rose sottolinea a Usato che la più grande sciagura in battaglia è perdere la consapevolezza del valore della propria vita. |                  |         |
| 8  | Comandante di battaglione Rose 「⼤隊⻑ローズ」 - Daitaichō Rōzu | 23 febbraio 2024 |         |
| 8  | Mentre le forze di Llinger avanzano verso il campo di battaglia, viene mostrato un flashback di due anni prima, quando Rose era ancora un cavaliere. Viene presentata la sua prima squadra e viene descritta la loro missione iniziale, una perlustrazione volta a indagare l'attività demoniaca nell'Oscurità di Llinger, che procede in modo lento e senza eventi particolari. Durante questo periodo, Rose ha una conversazione sincera con la sua vicecomandante Aul, dalla quale emergono alcune somiglianze tra Usato e Aul. Il giorno seguente, la squadra prosegue la ricognizione e si imbatte in demoni che stanno dando la caccia a mostri in territorio umano come parte di un piano segreto. Rose tenta di persuadere pacificamente i demoni a lasciare la zona, ma la situazione precipita quando questi attaccano. Rose affronta il leader demoniaco, Nero Arjence, sorprendendolo con la sua forza, velocità e abilità nella magia curativa. |                  |         |
| 9  | La fine e l'inizio 「終わりと始まり」 - Owari to hajimari | 1º marzo 2024    |         |
| 9  | Nel proseguo del flashback, la squadra di Rose affronta una dura battaglia contro i demoni, mentre Rose continua il confronto con Nero. Nero utilizza una lama maledetta e una forma di magia nera che capovolge le sorti dello scontro, potenziando gli altri demoni rendendoli immuni al dolore e disposti a sacrificare la vita senza esitazione. Uno dei membri della squadra di Rose viene ucciso, causando shock e scoraggiamento tra gli altri, che cadono rapidamente uno dopo l'altro. Rose perde il controllo e subisce una ferita all'occhio destro, non curabile a causa della natura maledetta dell'arma. Poco prima che Nero possa infliggerle il colpo finale, Aul si frappone e subisce l'attacco al suo posto. Spinta dal dolore e dalla rabbia, Rose riesce a prevalere su Nero, ma appena prima di poterlo eliminare viene salvata da una giovane demone chiamata Amila, che permette a Nero di fuggire. Successivamente, Rose si confronta con il re e chiede di essere degradata, piangendo la perdita della sua squadra e assumendosi la responsabilità. Dopo circa un mese di convalescenza, decide di istituire la Squadra di Soccorso. Nel presente, Rose si complimenta con Usato per i suoi risultati, rimproverandolo scherzosamente per le sue risposte poco formali. |                  |         |
| 10 | Squilibrato? Arriva il Cavaliere Nero! 「最狂!? 黒騎⼠現る！」 - Saikyō!? Kurokishi arawaru! | 8 marzo 2024     |         |
| 10 | Al campo base, Usato si sveglia di buonora e incontra Suzune, che si mostra insolitamente entusiasta all'idea della battaglia imminente. Kazuki interviene e la sottrae al suo entusiasmo eccessivo, conducendola poi a un incontro con Siglis. Poco dopo, prende il via lo scontro: Usato, Rose, Orga e Ururu restano temporaneamente al campo per occuparsi dei feriti, mentre gli altri membri della squadra si recano in prima linea per trasportare i soldati bisognosi di cure. Sul campo di battaglia compare un altro enorme serpente bianco, seguito dal Cavaliere Nero, reso invulnerabile dal suo peculiare incantesimo di Riflesso. Usato e Rose decidono infine di intervenire, separandosi per coprire meglio il territorio e iniziare le operazioni di guarigione, dopo che Rose impartisce a Usato un ultimo insegnamento. Successivamente, Suzune e Kazuki si imbattono nel Cavaliere Nero; a questo punto, Usato viene assalito da una visione in cui assiste nuovamente alla loro morte per mano dell'avversario, sperimentando un dolore profondo. I due eroi cadono così preda della magia di Riflesso del Cavaliere Nero. |                  |         |
| 11 | Bam! Il Pugno Curativo Definitivo! 「炸裂！ 必⽣の拳！」 - Sakuretsu! Hishō no Kobushi! | 15 marzo 2024    |         |
| 11 | L'episodio si apre con un flashback ambientato in Giappone dal punto di vista di Suzune, che ricorda il suo primo incontro con Usato e la nascita del loro legame nel nuovo mondo. Nel presente, sul campo di battaglia, Usato interviene tempestivamente per salvare Suzune e Kazuki, riuscendo a colpire il Cavaliere Nero e a danneggiarne l'armatura. Viene rivelato che il Cavaliere Nero è in realtà una ragazza, che si infuria dopo essere stata effettivamente ferita. Inizia così a inseguire Usato, che cerca di mettere in salvo i suoi amici, per poi affrontare da solo la minaccia allo scopo di raggiungere altri soldati feriti. La magia di Riflesso del Cavaliere Nero si rivela inefficace contro le abilità curative di Usato, che ottiene così il vantaggio. Dopo uno scontro breve ma intenso, Usato sferra il suo "Pugno Curativo Definitivo", distruggendo l'armatura dell'avversaria e facendole perdere i sensi. In seguito, Usato si dedica alle cure dei feriti; la sconfitta del Cavaliere Nero causa la ritirata dell'armata demoniaca, prevenendo ulteriori perdite. Nel frattempo, il serpente bianco continua a devastare il campo di battaglia, ma Suzune e Kazuki, ormai ristabiliti, riescono a sconfiggerlo. Appresa la notizia della sconfitta del Cavaliere Nero, Amila ordina la ritirata definitiva delle forze demoniache. L'episodio si conclude con Rose e Usato che fanno ritorno al campo base, dove Rose elogia Usato per aver salvato i compagni e per aver sconfitto il potente avversario. |                  |         |
| 12 | Il vero volto del Cavaliere Nero! 「⿊騎⼠の素顔！」 - Kurokishi no sugao! | 22 marzo 2024    |         |
| 12 | Dopo il ritorno dalla battaglia e il riconoscimento ufficiale dei suoi meriti, Usato viene convocato nuovamente al castello, ricevendo nel tragitto dimostrazioni di gratitudine dai cittadini. Giunto a destinazione, il re gli chiede di incontrare il Cavaliere Nero, la quale si rifiuta di fornire informazioni a meno che non possa parlare direttamente con Usato. Suzune accompagna lui e Siglis fino alla cella della prigioniera; lungo il percorso, Siglis spiega che le magie oscura e curativa si annullano a vicenda. Usato comprende così che le ferite inflitte alla donna non si sono rimarginate e che la sua condizione è probabilmente critica. Decide quindi di curarla adeguatamente, suscitando in lei una profonda commozione per il calore della sua magia. Successivamente, Rose inizia ad addestrare Usato a schivare gli attacchi, sottolineando come le ferite provocate da armi maledette non possano essere curate e rendendo così essenziale apprendere tecniche di evasione. Usato lamenta l'intensità degli allenamenti presso il Cavaliere Nero, che da allora visita regolarmente. Nel frattempo, Rose si reca dal re che, su sua indicazione, offre al Cavaliere Nero una scelta: restare in prigione oppure unirsi alla Squadra di Soccorso e sottoporsi all'addestramento di Rose; la decisione risulta comunque imposta, poiché Rose la conduce via di forza dopo aver sigillato i suoi poteri oscuri. Infine, Rose informa Usato che lui, Suzune e Kazuki saranno incaricati dal re di consegnare messaggi ufficiali ai territori vicini per richiedere aiuto contro il Signore dei Demoni. Più tardi, durante una passeggiata in città con Suzune, Usato incontra Amako, la ragazza volpe, la quale gli rivela che sua madre necessita del suo aiuto. |                  |         |
| 13 | Inizia il viaggio! 「旅⽴ち！」 - Tabidachi! | 29 marzo 2024    |         |
| 13 | Amako rivela di aver lasciato le terre degli uomini bestia due anni prima alla ricerca di un guaritore, dal momento che solo gli umani possono maneggiare la magia curativa e, tra questi, soltanto Usato possiede sia capacità curative che abilità combattive. Usato decide quindi di sfruttare la missione diplomatica come pretesto per recarsi nelle terre degli uomini bestia e aiutare la madre di Amako. Inoltre, essendo Amako un'"Oracolo del Tempo" — una figura particolarmente venerata nel suo popolo — riaccompagnarla a casa rappresenta anche un'opportunità diplomatica importante. Più tardi, Usato scopre che il vero nome del Cavaliere Nero è Felm; le regala un diario in cui scrivere durante il suo addestramento e lei, incuriosita, osserva di nascosto le sessioni di allenamento di Usato con Rose, rimanendo sconvolta per la durezza delle prove a cui è sottoposto, nonostante i progressi lenti ma costanti. Successivamente, il re ringrazia Amako per aver donato a Usato la visione che ha permesso di salvare il regno, concedendo il proprio benestare affinché aiuti la ragazza. Usato riceve inoltre l'incarico di consegnare i messaggi ufficiali del sovrano a quattro territori durante il viaggio verso le terre degli uomini bestia; richiede che Aruku e Blurin siano scelti come sue guardie speciali. Nel frattempo, Rose raggiunge Felm, che, appresa la missione di Usato, era fuggita nel tentativo di unirsi a lui in incognito. Rose offre a Usato alcuni ultimi consigli e gli esprime fiducia nelle sue capacità. Al termine dell'episodio, i protagonisti si mettono in viaggio per visitare nuove terre e incontrare altri popoli. |                  |         |